# Andrea Riccardi
Andrea Riccardi (Rome, 16 januari 1950) is een Italiaans historicus en stichter van de Sant'Egidiogemeenschap. Hij wordt op het internationale vlak beschouwd als een van de meest gezagvolle katholieke leken. Hij was Italiaanse minister (zonder portefeuille) van Internationale Samenwerking en Integratie in het kabinet-Monti (2011-2013) waarin tevens jeugdzorg was ondergebracht.

## Hoogleraar
Riccardi is historicus en hoogleraar hedendaagse geschiedenis aan de Universiteit Roma III.
Hij heeft zich gespecialiseerd in de geschiedenis van de kerk tijdens de moderne en de hedendaagse tijd.
Veel van zijn studies, gepubliceerd in verschillende talen, behandelen de verhoudingen tussen verschillende religieuze werelden en het samenleven van verschillende religies, meer bepaald in het Middellandse Zeegebied tijdens de 19e en 20e eeuw.

## Sant'Egidiogemeenschap
Tegen het einde van zijn middelbare studies aan het Romeinse lyceum Publio Virgilio Marone, bracht Riccardi op 17 februari 1968 een klein groepje medeleerlingen samen in de Chiesa Nuova, gewijd aan de heilige Filippus Neri. Dit was de oorsprong van de Comunità di Sant'Egidio.
Het was de postconciliaire tijd waarin veel activiteiten tot stand kwamen binnen de katholieke kerk, meer bepaald ook in Italië, waaronder de beweging Gemeenschap en Bevrijding van don Luigi Giussani (1922-2005).
Hierover schreef Riccardi: "Ik had de overtuiging dat de wereld moest evolueren, dat we ons moesten bezinnen over de wijze waarop de verandering moest gebeuren, om moesten bezighouden met de uitvinding van de toekomst en de spelregels moesten aanpassen. Dit waren dan de essentiële bekommernissen in 1968. Men is zich toen bewust geworden van de noodzaak tot actieve wijziging, in Italië, in Frankrijk, in de Verenigde Staten. Het interesseerde me en tegelijk was ik verontrust. Infatti, è in mezzo a questa crisi generazionale che c'è stata la scoperta del Vangelo, una scoperta wat in mij de kritische zin heeft doen ontstaan betreffende de confrontaties van ideologieën en van ideologische systemen. Dit was voor mij de conclusie uit de gebeurtenissen van 68. Ik werd overtuigd dat het de mens was die moest veranderen. Het is in die geest dat ik het Evangelie en vervolgens de Bijbel grondig ben gaan lezen.
Een volgende stap voor Riccardi en zijn vrienden was de kennismaking met de wereld van de armoede, vooreerst in de voorsteden van Rome. Hierover schreef Riccardi: "Ik kende een priester die werkte in de barakken nabij Cinodromo, bij Ponte Marconi, langs de Tiber. Dit was de wereld van het proletariaat en het subproletariaat, de migranten uit het Zuiden en het Centrum van Italië of die verhuisd waren uit het historische centrum van Rome. Hier vermengden zich legale en illegale arbeiders, mensen die overleefden door er hun kostje bijeen te scharrelen, een samenraapsel van marginalen, rebellen en werklozen".
Vanaf 1971 verliet Riccardi de groep van Communione e Liberazione, om zich volledig te wijden aan de groep die hij zelf had opgericht. Vanaf september 1973 beschikte hij over een eigen centrum op de Piazza Sant'Egidio in Rome, een vroeger klooster van karmelieten. Over de jaren heen werd het een centrum voor gebed, solidariteit met de armsten en ontmoetingen met als doel dialoog en vrede.
Daarnaast heeft Sant'Egidio zich, vanaf de bijeenkomst in 1986 in Assisi, ingezet voor de interreligieuze dialoog. Sinds 1987 organiseert het genootschap jaarlijks interreligieuze bijeenkomsten.

## Bemiddelaar
Riccardi en zijn stichting traden voor het eerst als bemiddelaars op bij het conflict in Mozambique in 1992. De vrede werd ondertekend in Rome op 4 oktober 1992 en werd gevolgd door nog twee verdere jaren onderhandelingen op de hoofdzetel van Sant'Egidio. De volgende jaren waren er tussenkomsten in talrijke conflicten.
In 1993 trad het genootschap ook op als bemiddelaar in de bloedige oorlog die in Algerije plaatsvond. De resultaten (of het gebrek eraan) werden, ook in de katholieke gemeenschap in Algerije, op gemengde gevoelens onthaald.
Riccardi en het genootschap bemiddelden ook in Kosovo en in Centraal-Afrika.
Riccardi is lid van het Erecomité voor het Decennium van de Cultuur van Vrede en antigeweld. In 2009 maakte hij deel uit van de jury voor de Prijs voor het voorkomen van conflicten, gelanceerd door de Fondation Chirac.

## Erkenning
De Sant'Egidiogemeenschap is zeer vaak met prijzen en erkenningen vereerd, die uiteraard vaak gepaard gingen met giften voor de ondersteuning van de werking.
Riccardi is ook persoonlijk met aanzienlijke erkenningen vereerd. Zo onder meer:
- Unesco’s Gandhi Medal for commitment to a culture of peace (1999)
- eredoctor van de St. John’s University, Minnesota (1999)
- ereburger van Rimini (2000)
- The Notre Dame International Award, South Bend, Indiana (USA) (2001)
- XIII Internationale Prijs van Catalonië (2001)
- ereburger van de stad Genua (2001)
- Prijs Narducci (2001)
- de Legion d'Honneur (2002) (Frankrijk)
- Internationale Prijs Primo Levi, Genua (2004)
- eredoctor Université catholique de Louvain (2004)
- de Prijs van de Abruzzen (2006)
- de nationale prijs Cultura della Pace (2006) (Italië)[3].
- Prijs Paolo Ungari van de Lega Italiana (2007)
- eredoctor van de Universiteit van Lublin (2008)
- Prijs Padre Pino Puglisi, Palermo (2008)
- ereburger van Frascati (Civis Tusculanus) (2008)
- de prestigieuze Internationale Karelsprijs Aken (2009)
- de Sint Sergius-orde van de Russisch-orthodoxe Kerk (2010)

## Publicaties
- Intransigenza e modernità. La Chiesa cattolica verso il terzo millennio, 1996, Laterza
- Sant'Egidio, Roma e il mondo. Colloquio con Jean-Dominique Durand e Régis Lad, 1997, San Paolo Edizioni
- Mediterraneo. Cristianesimo e Islam tra coabitazione e conflitto, 1997, Guerini e Associati
- Le politiche della Chiesa, 1997, San Paolo Edizioni
- Le parole della croce. Lettura spirituale dei quattro vangeli della passione, 1999, Morcelliana
- Dialoghi di fine millennio. Arrigo Levi, Andrea Riccardi, Eugenio Scalfari si confrontano con Carlo Maria Martini, 1999, Rizzoli
- Il secolo del martirio. I cristiani nel Novecento, 2000, Mondadori
- Dialoghi sulla fede (con Arrigo Levi e Vincenzo Paglia), 2000, Il Mulino
- Vescovi d'Italia. Storie e profili del Novecento, 2000, San Paolo Edizioni
- Dio non ha paura. La forza del vangelo in un mondo che cambia, 2003, San Paolo Edizioni
- Governo carismatico. 25 anni di pontificato, 2003, Mondadori
- Pio XII e Alcide De Gasperi. Una storia segreta, 2003, Laterza
- Eurafrica. Quello che non si dice sull'immigrazione. Quello che si potrebbe dire sull'Europa (con Mario Marazziti), 2004, Leonardo International
- La pace preventiva. Speranze e ragioni in un mondo di conflitti, 2004, San Paolo Edizioni
- Convivere, 2006, Laterza
- Il «partito romano». Politica italiana, Chiesa cattolica e Curia romana da Pio XII a Paolo VI, 2007, Morcelliana
- L' inverno più lungo. 1943-44: Pio XII, gli ebrei e i nazisti a Roma, 2008, Laterza
- Paolo. L'uomo dell'incontro, 2008, Paoline Editoriale Libri
- L'uomo e la donna. Sogno di Dio, 2009, Paoline Editoriale Libri
- Dall'altare al mondo, 2010, Paoline Editoriale Libri
- Sant 'Egidio, Rome and the World, Saint Paul Publications, ISBN 0854395598 / ISBN 9780854395590
- Vivre ensemble, Parijs, Desclée De Brouwer.